# Гиоргобиани, Рамаз Дутуевич
Рамаз Дутуевич Гиоргобиани (16 апреля 1946 — 25 декабря 1995) — советский и грузинский актёр, сценарист и кинорежиссёр.  Заслуженный артист Дагестанской АССР (1972).

## Биография
Образование — факультет журналистики Тбилисского университета и кинофакультет Тбилисского института театра и кино. В 1972 году Гиоргобиани получил звание Заслуженного артиста Дагестанской АССР. Лауреат Государственной премии СССР (1985). Его последний фильм «Омут» был выпущен в прокат уже после смерти создателя.
Умер от инсульта 25 декабря 1995 года. У него остались дочь и внук. Похоронен в Тбилиси на Сабурталинском кладбище рядом с могилой отца.

## Творчество
Первая актёрская работа — Нико Нижарадзе в фильме Отара Иоселиани «Листопад». В кино около двадцати ролей.

## Фильмография

### Актёр
- 1966 — Листопад — Нико Нижарадзе
- 1967 — Зонтик — парень с зонтиком
- 1968 — Серенада — Рамаз
- 1969 — Смерть филателиста — Кереселидзе
- 1969 — Адам и Хева — Чамсула, секретарь сельсовета
- 1970 — Рубежи
- 1971 — Ожерелье для моей любимой — Бахадур (главная роль)
- 1972 — Весёлый роман — Дато
- 1972 — Весенний вечер — Шотико
- 1972 — Старые зурначи
- 1973 — Это сильнее меня — Резо
- 1975 — Горянка — студент Юсуп
- 1976 — Песня над облаками — Заур (главная роль)
- 1978 — Грузинская хроника XIX века
- 1984 — Понедельник — день обычный — Шаламберидзе
- 1984 — Голубые горы, или Неправдоподобная история — Сосо (главная роль)
- 1985 — Самые быстрые в мире — рассказчик
- 1985 — Господа авантюристы — Зумбадзе
- 1987 — Ступень — Гага, друг Алексея
- 1988 — Явление — Джибо Абзианидзе
- 1988 — Бывает же — Мурман
- 1989 — Давай поговорим — Гоги
- 1991 — Путешествие товарища Сталина в Африку — лейтенант НКВД
- 1991 — Лолита — Важа
- 1996 — Омут

### Режиссёр
- 1980 — Почти два месяца
- 1989 — Давай поговорим
- 1991 — Лолита
- 1996 — Омут

### Сценарист
- 1989 — Давай поговорим
- 1996 — Омут

## Награды
- Заслуженный артист Дагестанской АССР (1972) — за участие в съёмках фильма «Ожерелье для моей любимой»
- Лауреат Государственной премии СССР (1985) — за участие в съёмках фильма «Голубые горы, или Неправдоподобная история».